# Gens Horacia

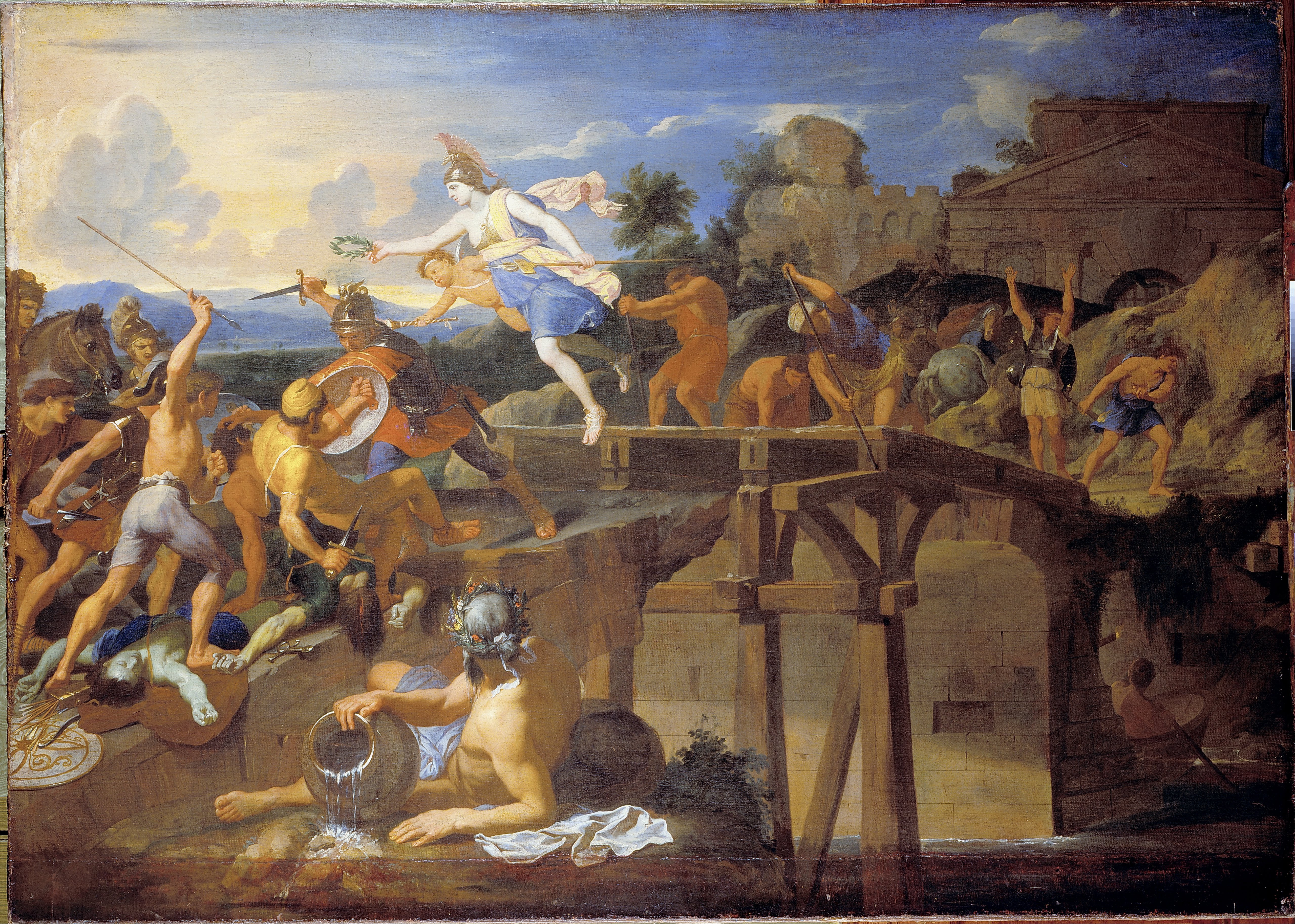
Horacio Cocles defendiendo el puente Sublicio (1642–43), Charles Le Brun

La gens Horacia fue una antigua familia patricia de Roma. En la leyenda, la gens data de antes del tiempo de Tulio Hostilio, el tercer rey de Roma. Uno de sus miembros, Marco Horacio Pulvilo, fue consul suffectus en 509 a. C., el primer año de la República, y otra vez en 507 a. C. El más famoso de los Horacios fue su sobrino, Horacio Cocles, quien mantuvo el puente Sublicio contra el ejército de Lars Porsena circa 508 a. C.

## Origen

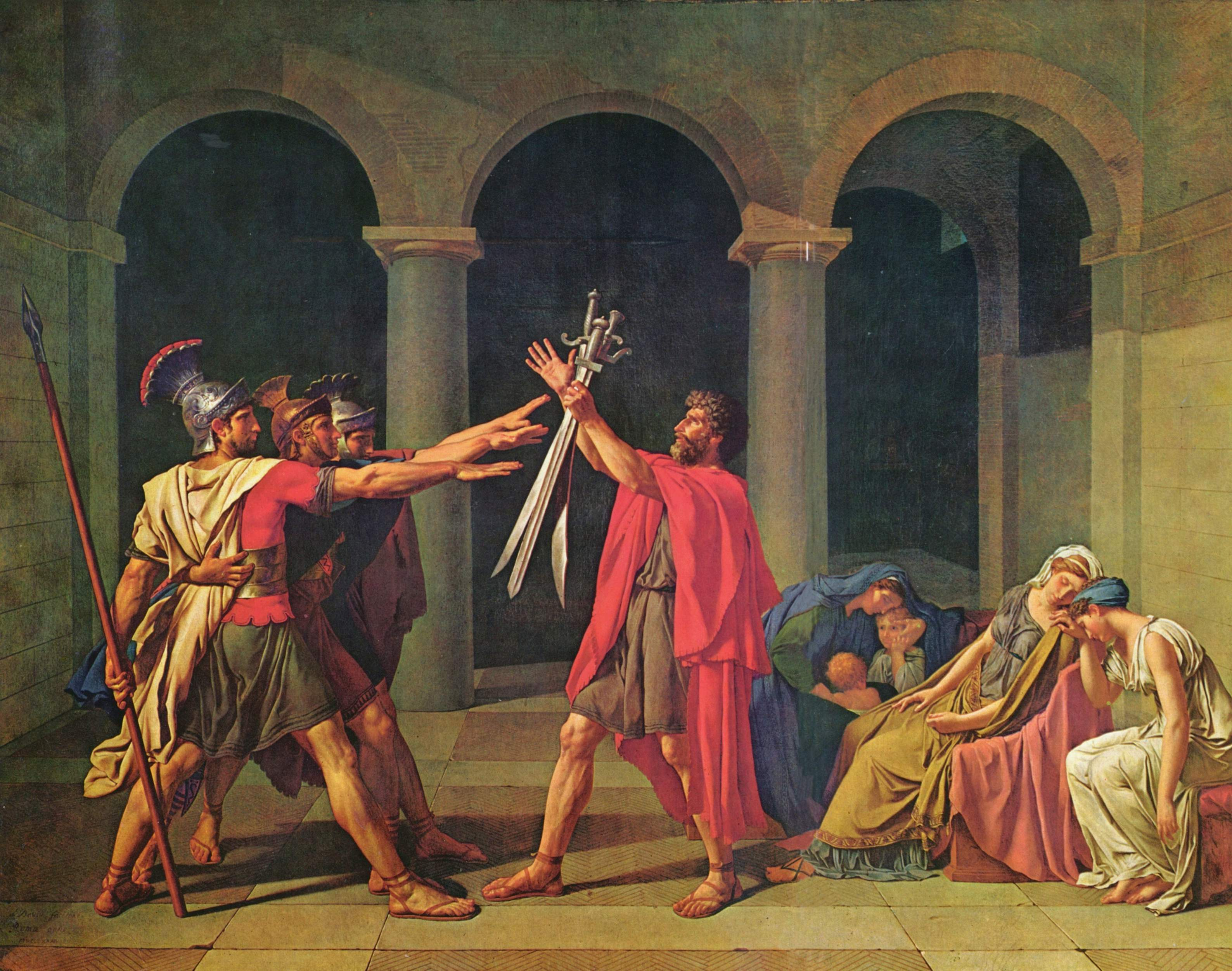
Juramento de los Horacios (1784), de Jacques-Louis David.

Se dice que el nomen Horacio deriva del héroe Horato, a quien se dedicó un roble. La gens era ciertamente de origen latino, a pesar de que había alguna incertidumbre sobre cuándo llegó a Roma. Una leyenda relata que, en el reinado de Tulio Hostilio, el destino de la antigua ciudad de Alba Longa fue decidido por un combate entre tres hermanos de aquella ciudad y tres de Roma. El historiador Tito Livio declara que la mayoría de fuentes asignaron los Horacios a Roma y sus adversarios, los Curiacios, a Alba Longa. La victoria de los Horacios fue un pretexto para la destrucción de Alba Longa y la transferencia de sus familias nobles a Roma.

## Praenomina
Los Horacios prefirieron los praenomina Publio, Marco, Lucio y Cayo.

## Ramas ycognomina
Los Horacios de la República llevaban los apellidos Barbado, Cocles y Pulvilo. De éstos, Barbado y Pulvilo eran nombres familiares (cognomina), mientras que Cocles parece haber sido un cognomen personal dado al héroe del puente Sublicio. Plutarco supone que deriva del griego cyclops, bien porque hubiera perdido un ojo, bien porque la forma de su cara le hiciera parecer como si tuviera un solo ojo. Se dice que Cocles era sobrino de Marco Horacio Pulvilo y, si dejó alguna descendencia, no parece haber llevado su cognomen. Otros cognomina que aparecen entre los Horacios en los tiempos posteriores pueden haber sido adoptados por libertos de la gens. El poeta Quinto Horacio Flaco era el hijo de un libertus y el cognomen Flaco no se encuentra entre los Horacios.